# NGC 575
NGC 575  = IC 1710 ist eine Balkenspiralgalaxie vom Hubble-Typ SB(rs)c im Sternbild Fische auf der Ekliptik. Sie ist rund 145 Millionen Lichtjahre von der Milchstraße entfernt und hat einen Durchmesser von etwa 70.000 Lichtjahren.
Entdeckt wurde das Objekt am 17. Oktober 1876 von Édouard Stephan (NGC 575 aufgeführt) und am 18. Januar 1896 von Stéphane Javelle (als IC 1710 gelistet).